# Michelena (khu tự quản)
Michelena là một khu tự quản thuộc bang Táchira, Venezuela. Thủ phủ của khu tự quản Michelena đóng tại Michelena. Khự tự quản Michelena có diện tích 113 km2, dân số theo điều tra dân số ngày 21 tháng 10 năm 2001 là 16269 người.